# Will Acton
William Kevin "Will" Acton, född 16 juli 1987, är en amerikansk-född kanadensisk professionell ishockeyspelare som tillhör NHL-organisationen Vancouver Canucks och spelar för deras primära samarbetspartner Utica Comets i American Hockey League (AHL). Han har tidigare spelat på NHL-nivå för Edmonton Oilers och på lägre nivåer för Toronto Marlies och Oklahoma City Barons i AHL, Reading Royals i ECHL och Lake Superior State Lakers (Lake Superior State University) i National Collegiate Athletic Association (NCAA).
Acton blev aldrig draftad av något lag.
Han är son till den före detta ishockeyspelaren Keith Acton som vann Stanley Cup med Oilers dynastilag för säsong 1987–1988.

## Statistik
| 2003–2004   | Stouffville Spirit         | OPJHL       | 1   | 1  | 0  | 1  | 0   | —  | — | — | — | —  |
| 2004–2005   | Stouffville Spirit         | OPJHL       | 41  | 5  | 8  | 13 | 28  | —  | — | — | — | —  |
| 2005–2006   | Stouffville Spirit         | OPJHL       | 48  | 11 | 20 | 31 | 38  | —  | — | — | — | —  |
| 2006–2007   | Stouffville Spirit         | OPJHL       | 33  | 16 | 13 | 29 | 63  | —  | — | — | — | —  |
| 2007–2008   | Lake Superior State Lakers | NCAA        | 36  | 6  | 7  | 13 | 22  | —  | — | — | — | —  |
| 2008–2009   | Lake Superior State Lakers | NCAA        | 38  | 7  | 9  | 16 | 53  | —  | — | — | — | —  |
| 2009–2010   | Lake Superior State Lakers | NCAA        | 36  | 10 | 14 | 24 | 39  | —  | — | — | — | —  |
| 2010–2011   | Lake Superior State Lakers | NCAA        | 34  | 9  | 15 | 24 | 18  | —  | — | — | — | —  |
|             | Reading Royals             | ECHL        | 1   | 0  | 0  | 0  | 0   | —  | — | — | — | —  |
|             | Toronto Marlies            | AHL         | 5   | 0  | 0  | 0  | 0   | —  | — | — | — | —  |
| 2011–2012   | Toronto Marlies            | AHL         | 67  | 7  | 9  | 16 | 58  | 17 | 1 | 1 | 2 | 9  |
| 2012–2013   | Toronto Marlies            | AHL         | 67  | 8  | 11 | 19 | 60  | 9  | 4 | 2 | 6 | 12 |
| 2013–2014   | Edmonton Oilers            | NHL         | 30  | 3  | 2  | 5  | 21  | —  | — | — | — | —  |
|             | Oklahoma City Barons       | AHL         | 47  | 12 | 11 | 23 | 74  | 3  | 0 | 1 | 1 | 0  |
| 2014–2015   | Edmonton Oilers            | NHL         | 3   | 0  | 0  | 0  | 5   | —  | — | — | — | —  |
|             | Oklahoma City Barons       | AHL         | 6   | 1  | 1  | 2  | 2   | —  | — | — | — | —  |
|             | Utica Comets               | AHL         | 6   | 2  | 3  | 5  | 0   | —  | — | — | — | —  |
| NHL totalt  | NHL totalt                 | NHL totalt  | 33  | 3  | 2  | 5  | 26  | —  | — | — | — | —  |
| AHL totalt  | AHL totalt                 | AHL totalt  | 198 | 30 | 35 | 65 | 194 | 29 | 5 | 4 | 9 | 21 |
| ECHL totalt | ECHL totalt                | ECHL totalt | 1   | 0  | 0  | 0  | 0   | —  | — | — | — | —  |
| NCAA totalt | NCAA totalt                | NCAA totalt | 144 | 32 | 45 | 77 | 132 | —  | — | — | — | —  |